# Rojas (municipalité)
Pour les articles homonymes, voir Rojas.
Rojas est l'une des douze municipalités de l'État de Barinas au Venezuela. Son chef-lieu est Liberdad. En 2011, la population s'élève à 40 126 habitants.

## Géographie

### Subdivisions
La municipalité est divisée en cinq paroisses civiles avec, chacune à sa tête, une capitale (entre parenthèses) : 
- Dolores (Dolores) ;
- Libertad (Libertad) ;
- Palacio Fajardo (Mijagual) ;
- Santa Rosa (Santa Rosa) ;
- Simón Rodríguez (Arauquita).